# Estación de Basso Cambo
La estación de Basso—Cambo (en occitano, y de forma cooficial, Bassa—Comba) es la última estación de las líneas  del Metro de Toulouse y  L4  del Linéo de Toulouse. Se encuentra en el barrio de Basso Cambo, en la ciudad de Toulouse.
Es una estación intermodal, porque, además de la correspondencia entra ambas líneas, hay una gran estación de autobuses, de la que parten numerosas líneas. Dispone, además, de un aparcamiento disuasorio.

## Descripción
La línea A circula en su parte final en viaducto, encontrándose la estación elevada al nivel del viaducto. Tras la estación, la vía continúa para adentrase en los depósitos y talleres del metro anexos. Bajo la estación se encuentra una terminal de autobuses que es cabecera de varias líneas que unen el sur de la ciudad.
La estación está equipada de andenes laterales de 8 puertas de andén que pueden recibir ramas VAL de dos coches de 26 metros.
Es una de las pocas estaciones de la línea que no está preparada para una ampliación de los andenes suficiente como para acoger trenes en doble composición.

## Arquitectura
la obra de arte asociada a la estación está compuesta de tres mástiles en acero en el exterior de la estación, cada uno con una forma geométrica simple en plexiglas coloreado (rectángulo verde, triángulo rojo, óvalo dorado) formando señales luminosas. Es obra de Beate Honsell-Weiss.

## Correspondencia
Las siguientes líneas comienzan en la estación su recorrido:
  11   14   18   21   47   48   49   50   53   57   58   87   117 
La línea  87  conecta Cité Scolaire—Rive Gauche con Cugnaux—Henry Gladi.